# Râul Bolovan
Râul Bolovan sau Râul Bolovanu este un afluent al râului Geamăna. 